# الظاهر قانصوه
الظاهر قانصوه أو الأشرف قانصوه خمسمائة أحد سلاطين الدولة المملوكية الشركسية، تولى الحكم في 902 هـ الموافق 1497، استمر حكمه ثلاثة أيام فقط. كان السلطان قانصوه خمسمائة قد تلقب بالأشرف أبي النصر على لقب أستاذه السلطان قايتباي. 

## توليه الحكم
كان الظاهر قانصوه أتابك عند الناصر محمد بن قايتباي، فكان في يوم من الأيام وثب قانصوه على السلطان الناصر وأسره، ثم استدعى الخليفة والقضاة، وأثبت عجز الملك الناصر عن السلطنة والقيام بالملك، وخلعه في يوم الأربعاء الثامن والعشرين من جمادى الأولى سنة 902 هـ، وتسلطن الاشرف قانصوه خمسمائة بعد خلع الناصر محمد بن قايتباى، ثم فقد قانصوه خمسمائة في وقعة خان يونس وكانت مدّة سلطنته ثلاثة أيام، ثم يوم السبت مستهل جمادى الاخرة سنة 902 هـ، جدّدت البيعة للناصر محمد بن قايتباى وأعيد إلى السلطنة المرة الثانية بعد ثبوت رشده.

## الزواج وعلاقته بالسلاطين المملوكيين البرجيين الآخرين
كانت فاطمة ابنة سيف الدين جقمق تحت الأتابك أزبك من ططخ الظاهري، فولدت له ابنة التي تزوجها الظاهر قانصوه خمسمائة. فكان قانصوه خمسمائة صهر ابنة السلطان جقمق.